# Namloser Wetterspitze
Namloser Wetterspitze är en bergstopp i Österrike.   Den ligger i distriktet Imst och förbundslandet Tyrolen, i den västra delen av landet, 400 km väster om huvudstaden Wien. Toppen på Namloser Wetterspitze är 2 553 meter över havet, eller 753 meter över den omgivande terrängen. Bredden vid basen är 8,3 km.
Terrängen runt Namloser Wetterspitze är huvudsakligen bergig, men den allra närmaste omgivningen är kuperad. Närmaste större samhälle är Imst, 11,4 km sydost om Namloser Wetterspitze. 
Trakten runt Namloser Wetterspitze består i huvudsak av gräsmarker. Runt Namloser Wetterspitze är det ganska glesbefolkat, med 30 invånare per kvadratkilometer.